# 穆罕默德·伊本·哈乃菲亚
穆罕默德·伊本·哈乃菲亚（阿拉伯语：‎，羅馬化：Muḥammad ibn al-Ḥanafiyya, 约637–700, 回历15–81年），一译伊本·哈乃菲耶、伊本·哈乃菲叶等，是第四任正统哈里发、什叶派第一伊玛目阿里·伊本·塔利卜之子。在第二次穆斯林内战期间，他被什叶派视作是合法的伊玛目，其后在凯桑派教义中是核心人物。

## 生平及影响

### 出身
第四任正统哈里发、先知穆罕默德的堂弟及女婿阿里·伊本·塔利卜生有三子，其中侯赛因和哈桑是先知穆罕默德之女法蒂玛所生，而穆罕默德·伊本·哈乃菲亚则是由哈尼法部落（即哈乃菲部）的哈乌拉·哈乃菲亚和阿里所生。
哈尼法部在先知穆罕默德死后拒绝向哈里发阿布·伯克尔缴纳天课，并自立该部落的穆赛利玛为先知，与穆斯林作战。后被哈立德·本·瓦利德率军击败。因此许多哈尼法部落的成员均被俘虏为奴隶，而阿里·伊本·塔利卜后来为哈乌拉·哈乃菲赎回自由，阿里在妻子法蒂玛去世后便娶了哈乌拉为妻，生下了穆罕默德·伊本·哈乃菲亚。

### 早期事迹
第三任正统哈里发奥斯曼·本·阿凡被刺杀后，阿里继任为哈里发，穆罕默德·伊本·哈乃菲亚便伴随阿里征战，成为了其卫兵及旗手。661年，阿里在库法遇刺身亡，不久倭马亚家族的穆阿维叶一世便攫取了哈里发之位，669年，阿里之子哈桑死于麦地那，可能是穆阿维叶指使下毒所置。哈桑之弟侯赛因继任家族首领，据说在安葬哈桑时，穆罕默德·伊本·哈乃菲亚说服了侯赛因将哈桑安葬在麦地那的拜基尔墓地。

### 卡尔巴拉之战
680年，倭马亚的耶兹德一世即位，侯赛因收到库法人的消息说他们支持侯赛因而不穆罕默德·伊本·哈乃菲亚是耶兹德，因此决定出发前往库法。据说反对此事，因为库法人曾背叛阿里和哈桑，而他们应该留在麦加或者前往也门藏身。但侯赛因决心前往库法。在680年，侯赛因一行前往库法的途中，他们遭到了倭马亚军队的拦截。在卡尔巴拉之战中，侯赛因阵亡，侯赛因阵营中的妇女儿童被俘，并被押送到叙利亚的倭马亚首都大马士革。而据称穆罕默德·伊本·哈乃菲亚被迫向耶兹德宣誓效忠。

### 穆赫塔尔起义
侯赛因死后，其男性亲属大多被杀，而他唯一的儿子阿里·宰因·阿比丁隐居麦地那，不问政治，穆罕默德·伊本·哈乃菲亚因此被许多人视为阿里家族的首领。穆赫塔尔·萨卡菲更是宣称阿里·本·侯赛因尚在幼年，而按照阿拉伯人的惯例，儿童无法出任领袖，因此穆罕默德·伊本·哈乃菲亚才是阿里派的首领。
683年耶兹德一世后，很快阿卜杜拉·伊本·祖拜尔就在麦加自称哈里发，反对倭马亚家族。伊本·祖拜尔想要拉拢阿里派站在他这一方，但由于穆罕默德·伊本·哈乃菲亚拒绝向伊本·祖拜尔宣誓效忠，因此遭到了伊本·祖拜尔的囚禁。此举让伊本·祖拜尔失去了阿里派的支持。
穆赫塔尔聚集阿里派的支持者，在库法宣称穆罕默德·伊本·哈乃菲亚是救世主马赫迪，自称代表伊本·哈乃菲亚，要为卡尔巴拉之战复仇，而穆罕默德·伊本·哈乃菲亚对此态度则是模棱两可。685年，穆赫塔尔将伊本·祖拜尔的势力赶出了库法，并派遣军队前往汉志解救了伊本·哈乃菲亚。
但库法的“悔罪派”出于门第和种族偏见，不愿接受并非出自先知之后（非法蒂玛之子）的伊本·哈乃菲亚为伊玛目，也拒绝与有许多马瓦里加入的穆赫塔尔势力结盟。因此很快库法便起义反对穆赫塔尔，而遭到穆赫塔尔的严厉镇压。但库法的悔罪派转投阿卜杜拉·伊本·祖拜尔的兄弟穆斯阿布·伊本·祖拜尔阵营，687年，他们将穆赫塔尔击败并杀死。
但伊本·哈乃菲亚仍然拒绝支持两个对立哈里发的任意一方。但692年，伊本·祖拜尔最终被倭玛亚家族的哈里发阿卜杜勒·马利克击败，这时伊本·哈乃菲亚才向阿卜杜勒·马利克宣誓效忠。

### 凯桑派
虽然穆赫塔尔已经死于687年，但仍有支持者，他们被称作“穆赫塔尔派”（Mukhtariyya），后来又被称作凯桑派。他们多数奉伊本·哈乃菲亚为继承哈桑、侯赛因之后的伊玛目。伊本·哈乃菲亚于700-701年去世，一说逝于703或705年。之后多数凯桑派追随伊本·哈乃菲亚之子阿卜杜拉·本·穆罕默德·本·哈乃菲亚（即阿布·哈希姆），但有部分凯桑派认为伊本·哈乃菲亚已经隐遁而不是死亡，他作为马赫迪会在审判日再次回归现世。
穆赫塔尔的运动最终为推翻倭马亚王朝铺平了道路，因为凯桑派为阿拔斯家族的成功夺取政权提供了组织结构。阿拔斯家族宣称，先知穆罕默德叔父阿拔斯的后裔穆罕默德·本·阿里·本·阿卜杜拉继承了阿布·哈希姆的伊玛目之位，成为了什叶凯桑派的第六伊玛目。这种说法认为，阿布·哈希姆死前将伊玛目之位传给了穆罕默德·本·阿里。如此，阿拔斯家族便取得了大部分凯桑派的支持，从而最终夺取政权。
但阿拔斯王朝建立后，其官方叙事开始逐渐发生变化，逐渐与主流什叶派对立，780年，阿拔斯王朝宣布先知穆罕默德的继承者是其叔父阿拔斯，而不是其堂弟阿里。此举让阿拔斯王朝彻底与什叶派对立，而追随阿拔斯家族的许多凯桑派教徒也因此融入逊尼派。其后剩余的凯桑派分支也逐渐消亡。